# Barbora Kodetová
Barbora Kodetová est une actrice tchèque née le 6 septembre 1970 à Prague en Tchécoslovaquie, surtout connue pour avoir interprété Chani, la concubine de Paul Atréides dans le téléfilm Les Enfants de Dune (2003).
Issue d'une famille d'acteurs, elle est la fille de l'acteur tchèque Jiří Kodet (en) et la petite-fille de l'actrice Jiřina Steimarová (en).

## Filmographie

### Cinéma
- 2006 : Tristan et Yseult (Tristan + Isolde) de Kevin Reynolds

### Télévision
- 1991 : La Caverne de la rose d'or
- 2000 : Dune de John Harrison (mini-série)
- 2003 : Les Enfants de Dune (Children of Dune) de John Harrison (mini-série)